# Conotrachelus cylindricus
Conotrachelus cylindricus – gatunek chrząszcza z rodziny ryjkowcowatych.

## Zasięg występowania
Ameryka Południowa, występuje w Peru.

## Budowa ciała
Ciało wydłużone. Przednia krawędź pokryw szersza od przedplecza.